# Koszowatka (Rąty)
Koszowatka (kaszb. Kòszowatka) – część wsi Rąty w Polsce, położona w województwie pomorskim, w powiecie kartuskim, w gminie Somonino, na obszarze Kaszubskiego Parku Krajobrazowego.
W latach 1975–1998 Koszowatka administracyjnie należała do województwa gdańskiego.